# いい過去どり
『いい過去どり』（いいかこどり）は、日本の音楽ユニット、チャラン・ポ・ランタンのベスト・アルバム。2019年7月17日にavex traxより発売された。

## 概要
ベスト・アルバムとしては、『過去レクション』以来約8ヶ月ぶりのリリースで、結成10周年記念作品。
本作は、インディーズ時代の代表曲を集めた『過去レクション』と対になる作品で、メジャーデビュー後に発表された楽曲からメンバー2人が「いい過去」をテーマに厳選した楽曲（19曲）と新曲「置行堀行進曲」の全20曲が収録された。収録曲は、新曲「置行堀行進曲」と「憧れになりたくて」を除き発売順に収録されている。
「CD+DVD」「CD+Blu-ray」「CD」の3形態でリリースされ、DVDには2018年11月23日にNHKホールで開催された「10周年目突入記念公演“大拍乱会”」のライブ映像、Blu-rayにはライブ映像に加えてミュージック・ビデオ25作品が収録されている。
2019年7月29日付のオリコン週間アルバムランキングで35位を記録した。

## 収録曲

### CD
既発曲の詳細は、各項目を参照。
1. 置行堀行進曲 [3:25]
（作詞・作曲：小春 / 編曲：チャラン・ポ・ランタン）
  - 新曲
  - テレビ朝日系『じゅん散歩』8月・9月度エンディングテーマ[5]

タイトルは「おいてけぼりこうしんきょく」と読む。小春によるデモの仮タイトル「おいてけぼり」となっていたが、ももが「仮タイトルが10周年にしてはネガティブすぎる」と考え、「小春節が効いているうえに、ネガティブながらもテンポよく行進しているようなイメージ」から現在のタイトルになった[6]。
2. 忘れかけてた物語 [3:51]
（作詞・作曲：小春 / 編曲：チャラン・ポ・ランタン）
  - 1stたらふくシングル、メジャーデビューシングル
  - TBS「夏サカス」2014年テーマ曲
3. フランスかぶれ [3:46]
（作詞・作曲：小春 / 編曲：チャラン・ポ・ランタンと愉快なカンカンバルカン）
  - 1stたらふくシングル「忘れかけてた物語」のカップリング曲

アルバム初収録。
4. 私の宇宙 [4:13]
（作詞・作曲：小春 / 編曲：チャラン・ポ・ランタン）
  - 1stたらふくシングル「忘れかけてた物語」のカップリング曲
5. 71億ピースのパズルゲーム [3:39]
（作詞・作曲：小春 / 編曲：チャラン・ポ・ランタン）
  - 2ndたらふくシングル
6. ムスタファ [2:40]
（作詞・作曲：アラブ民謡 / 日本語詞：坪川拓史 / 編曲：チャラン・ポ・ランタン）
  - メジャー1stアルバム『テアトル・テアトル』収録曲
7. さよなら遊園地 [2:51]
（作詞・作曲：小春 / 編曲：チャラン・ポ・ランタン）
  - メジャー1stアルバム『テアトル・テアトル』収録曲
8. 季節は廻る [5:05]
（作詞・作曲：小春 / 編曲：チャラン・ポ・ランタン）
  - メジャー1stアルバム『テアトル・テアトル』収録曲
9. この先のシナリオはあなた次第 [3:06]
（作詞・作曲：小春 / 編曲：チャラン・ポ・ランタン）
  - 公式ファンクラブ“チャランポ王国”建国記念盤
10. メビウスの行き止まり [3:45]
（作詞・作曲：小春 / 編曲：チャラン・ポ・ランタン）
  - 3rdはらぺこシングル。
11. 時計仕掛けの人生 [3:38]
（作詞・作曲：小春 / 編曲：チャラン・ポ・ランタン）
  - メジャー2ndアルバム『女の46分』収録曲
  - 札幌テレビ『熱烈!ホットサンド!』2015年10月度エンディングテーマ
  - APIAイメージソング
12. ハバナギラ [3:47]
（作詞・作曲：イスラエル民謡 / 編曲：小春）
  - メジャー2ndアルバム『女の46分』収録曲
  - NHK Eテレ『バリバラ』エンディングテーマ
13. 進め、たまに逃げても [3:21]
（作詞：もも / 作曲・編曲：チャラン・ポ・ランタン）
  - 配信シングル
  - TBS系ドラマ『逃げるは恥だが役に立つ』オープニングテーマ
14. かなしみ [4:32]
（作詞・作曲：小春 / 編曲：ヒカリノアトリエ）
  - メジャー3rdアルバム『トリトメナシ』収録曲
  - HBCテレビ『音ドキッ!』2017年1月オープニングテーマ
15. ほしいもの [4:03]
（作詞・作曲：小春 / 編曲：チャラン・ポ・ランタン）
  - メジャー4thアルバム『ミラージュ・コラージュ』収録曲
16. あの子のジンタ [3:36]
（作詞・作曲：小春 / 編曲：チャラン・ポ・ランタン）
  - メジャー4thアルバム『ミラージュ・コラージュ』収録曲
  - 映画『少女椿』主題歌
17. 夢を運んだアヒルの子 [2:36]
（作詞・作曲：小春 / 編曲：チャラン・ポ・ランタン）
  - メジャー4thアルバム『ミラージュ・コラージュ』収録曲
18. 憧れになりたくて [3:27]
（作詞・作曲：小春 / 編曲：チャラン・ポ・ランタン）
  - 配信シングル
  - 映画『はらはらなのか。』主題歌
19. 脱走[3:51]
（作詞・作曲：小春 / 編曲：チャラン・ポ・ランタン）
  - メジャー5thアルバム『ドロン・ド・ロンド』収録曲
20. 最高 [4:24]
（作詞・作曲：小春 / 編曲：チャラン・ポ・ランタン）
  - メジャー5thアルバム『ドロン・ド・ロンド』収録曲

### DVD
2018年11月23日にNHKホールで開催された「10周年目突入記念公演“大拍乱会”」のライブ映像を完全収録。
1. 親知らずのタンゴ
2. Annu Ingen Pelle
3. 脱走
4. メビウスの行き止まり
5. ハバナギラ
6. ほしいもの
7. ゾクゾクうんどうかい
8. フランスかぶれ
9. お茶しよ
10. 猫の手拝借
11. 夢の華よ
12. Le cosmos c'est chouette
13. 空中ブランコ乗りのマリー
14. サーカス・サーカス
15. カシスオレンジ
16. 三人の男
17. 時計仕掛けの人生
18. ポジティブヒーロー
19. 今更惜しくなる
20. サーカス・サーカス
21. プレゼント
22. 麻イイ雀
23. ただ、それだけ。
24. 71億ピースのパズルゲーム
25. メドレー 進め、たまに逃げても / ムスタファ / 最後の晩餐
26. 季節は廻る

-ENCORE-
1. 三毛猫は左利き
2. clay waltz
3. 愛の讃歌

### Blu-ray
2018年11月23日にNHKホールで開催された「10周年目突入記念公演“大拍乱会”」のライブ映像に加え、ミュージック・ビデオを収録。
チャラン・ポ・ランタン「10周年目突入記念公演"大拍乱会"」(NHKホール 2018.11.23)
1. 親知らずのタンゴ
2. Annu Ingen Pelle
3. 脱走
4. メビウスの行き止まり
5. ハバナギラ
6. ほしいもの
7. ゾクゾクうんどうかい
8. フランスかぶれ
9. お茶しよ
10. 猫の手拝借
11. 夢の華よ
12. Le cosmos c'est chouette
13. 空中ブランコ乗りのマリー
14. サーカス・サーカス
15. カシスオレンジ
16. 三人の男
17. 時計仕掛けの人生
18. ポジティブヒーロー
19. 今更惜しくなる
20. サーカス・サーカス
21. プレゼント
22. 麻イイ雀
23. ただ、それだけ。
24. 71億ピースのパズルゲーム
25. メドレー 進め、たまに逃げても / ムスタファ / 最後の晩餐
26. 季節は廻る

-ENCORE-
1. 三毛猫は左利き
2. clay waltz
3. 愛の讃歌

MUSIC VIDEO
1. 忘れかけてた物語
2. フランスかぶれ
3. 私の宇宙
4. スーダラ節
5. ぎんなん楽団カルテット
6. 71億ピースのパズルゲーム
7. 美しさと若さ
8. ワーカホリック
9. ムスタファ
10. 貴方の国のメリーゴーランド
11. メビウスの行き止まり
12. テイラーになれないよ
13. 時計仕掛けの人生
14. 進め、たまに逃げても
15. まゆげダンス
16. 雄叫び
17. かなしみ
18. 夢ばっかり
19. お茶しよ
20. 猫の手拝借
21. ほしいもの
22. ページをめくって
23. 脱走
24. 麻イイ雀
25. Ale Brider
26. 置行堀行進曲